# Okręg wyborczy South West Lancashire
Okręg wyborczy South West Lancashire powstał w 1868 r. i wysyłał do brytyjskiej Izby Gmin dwóch deputowanych. Okręg obejmował południowo-zachodnią część hrabstwa Lancashire. Został zlikwidowany w 1885 r.

## Deputowani do brytyjskiej Izby Gmin z okręgu South West Lancashire
- 1868–1885: Richard Cross, Partia Konserwatywna
- 1868–1875: Charles Turner, Partia Konserwatywna
- 1875–1885: John Ireland Blackburne, Partia Konserwatywna